# کریستینا میکووایفسکا
کریستینا میکووایفسکا (لهستانی: Krystyna Mikołajewska؛ ‏ ۶ سپتامبر ۱۹۳۹) بازیگر اهل لهستان بود.
از فیلم‌ها یا برنامه‌های تلویزیونی که وی در آن نقش داشته‌است، می‌توان به سربازان آزادی، سرخ و سفید، فرعون اشاره کرد.